# Johan Johansson i Boden
Hans Johan Johansson, född 11 juli 1969 i Täby, är en svensk högskolelärare och politiker (moderat). 
Han blev ledamot av Sveriges riksdag för Norrbottens läns valkrets i mars 2011 efter att partikollegan Åsa Ågren Wikström avsagt sig uppdraget. I valet 2014 blev Johansson ej omvald, när Moderaterna tappade ett av sina två riksdagsmandat i Norrbotten. Han är också lokalpolitiker i Bodens kommun.
Yrkesmässigt har han ett förflutet som arméofficer (kapten), men har senare övergått till att undervisa och forska i bland annat företagsekonomi och är universitetslektor vid Luleå tekniska universitet.